# Cleveland City Stars
Cleveland City Stars foi uma agremiação esportiva da cidade de Cleveland, Ohio.  Disputava a USL First Division.

## História
O Cleveland City Stars disputou a USL Second Division entre 2006 e 2009, quando se transferiu para a USL First Division. Entre 2007 e 2009 disputou a Lamar Hunt U.S. Open Cup. 

## Títulos
Campeão Invicto
| NACIONAIS      | NACIONAIS           | NACIONAIS | NACIONAIS  |
|                | Competição          | Títulos   | Temporadas |
| -------------- | ------------------- | --------- | ---------- |
| Estados Unidos | USL Second Division | 1         | 2008       |

## Estatísticas

### Participações
|  | Participações em 2018 |

| Competição     | Competição               | Temporadas | Melhor campanha      | Estreia | Última | P | R |
| Estados Unidos | Lamar Hunt U.S. Open Cup | 3          | Terceira Fase (2008) | 2007    | 2009   |   | – |